# Verpackungsstahlband

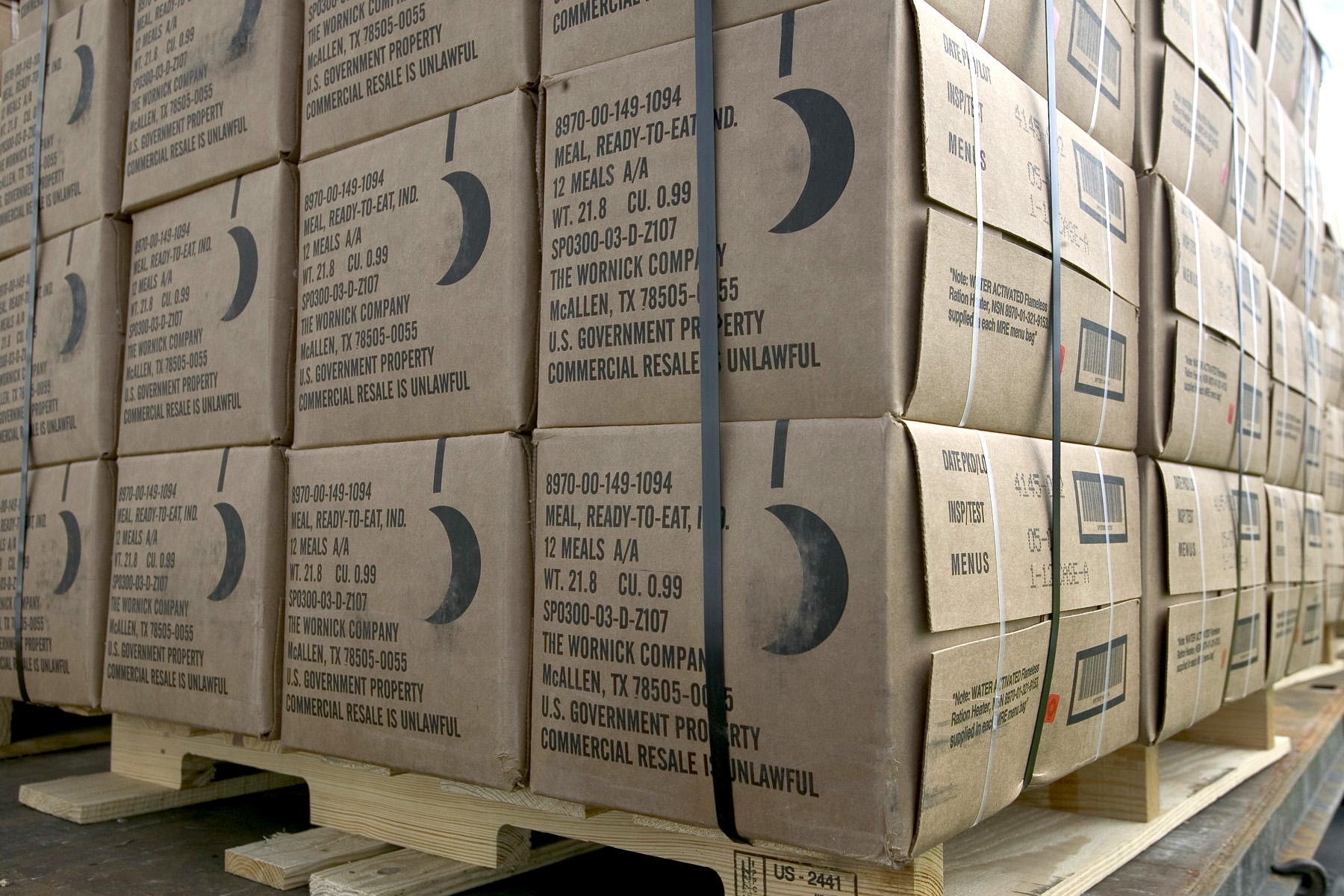

Verpackungsstahlband wird zur Umreifung von Waren, Gebinden und Palettenladungen genutzt, um diese für den Transport zu sichern. Es gilt als Verschließmittel von höchster Güte und vielseitigster Verwendbarkeit.

## Abmessungen
Verpackungsstahlband wird weltweit in standardisierten Abmessungen geliefert:
| Breite mm | Breite (Zoll/inch) |
| --------- | ------------------ |
| 12,7      | 1/2                |
| 16        | 5/8                |
| 19        | 3/4                |
| 25,4      | 1                  |
| 31,75     | 1 1/4              |

| Stärke (mm) | Stärke (Zoll/inch) |                   |
| ----------- | ------------------ | ----------------- |
| 0,38        | 0,015              | nur Automatenband |
| 0,50        | 0,020              |                   |
| 0,60        | 0,023              |                   |
| 0,80        | 0,031              |                   |
| 0,90        | 0,035              |                   |
| 1,00        | 0,040              |                   |
| 1,12        | 0,044              | Megaband-Spezial  |
| 1,27        | 0,050              | Megaband-Spezial  |
| 1,45        | 0,057              | Megaband-Spezial  |

## Liefereinheit
Die Liefereinheit von Verpackungsstahlband ist das sogenannte Coil/Rolle.
Hier wird in zwei unterschiedliche Möglichkeiten der Wicklung unterschieden:
1. Lagenwicklung/Einschichtig/Scheibenwicklung: Hier wird das Umreifungsband ohne Oszillierung gewickelt bzw. aufgehaspelt.
2. Packenwicklung: In diesem Fall wird das Material oszilliert gewickelt bzw. aufgehaspelt und in Coilgewichten von 45, 450, oder 950 kg geliefert.

## Güteklassen
Das Verpackungsstahlband unterscheidet sich grundsätzlich in zwei Güten/Klassifizierungen.
1. Normalgüte: Die sog. Normalgüte basiert auf einem niedrig legierten Kohlenstoff-Stahl.
2. Automatenband/Extra: Das qualitativ hochwertige Automatenband Extra zeichnet sich durch Mindest-Zugfestigkeiten und garantierte Dehnwerte aus. Die Dehnung im Verpackungsstahlband wird durch ein Wärmebehandlungsverfahren realisiert. Im Bereich des Automatenbandes/Extra sollten >6 % nach A5 (DIN 5014/DIN EN 10002-1) erzielt werden.

## Zugfestigkeiten
Die folgenden Zugfestigkeiten basieren auf der Materialstärke des Verpackungsstahlbandes im Bereich der Normalgüte:
| Stärke  | Zugfestigkeit |
| ------- | ------------- |
| 0,38 mm | ca. 880 N/mm² |
| 0,50 mm | ca. 880 N/mm² |
| 0,60 mm | ca. 800 N/mm² |
| 0,80 mm | ca. 750 N/mm² |
| 0,90 mm | ca. 700 N/mm² |

Anwendungsgebiete für diese Qualität von Verpackungsstahlband finden sich im Bereich der Baustoff-Industrie, hier wird es zur Transportsicherung von Steinen unterschiedlichster Art eingesetzt. Typische Anwendungen finden sich auch in der Holz- und auch Metallindustrie.
Hochfestes Band
Bei der zweiten Güte des Verpackungsstahlbandes handelt es sich um die hochfeste Variante des Umreifungsbandes aus Stahl. Diese wird auch als Megaband(R) oder Ultra bezeichnet. Das hochfeste Verpackungsstahlband basiert auf einem hohen Kohlenstoff-Stahl- bzw. auf einer hohen Mangan- und niedrigen Kohlenstoff-Legierung.
Das hochfeste Verpackungsstahlband unterscheidet sich jeweils in folgende Klassifizierungen:
1. Megaband(R) / Ultra
2. Megaband-Spezial, oder auch Lashing/Pulp Umreifungsband genannt
3. Super-Megaband

Megaband (R)/ Ultra
Aufgrund eines vorgelagerten Wärmebehandlungsverfahrens, in welchem eine Gefügeveränderung im Umreifungsband herbeigeführt wird, liegen die technischen Daten dieses Verpackungsbandes für alle Materialstärken gleich:
0,50–1,00 mm ca. 1.000 N/mm² Zugfestigkeit
Dehnung > 12 % nach A5 (DIN 5014 / DIN EN 10002-1)
Diese Qualität wird auch als Megaflex Umreifungsband bezeichnet. Sie besitzt eine höhere Dehnung >18 % bei einer geringeren Zugfestigkeit ca. 800 N/mm².
Megaband-Spezial/Lashing/Pulp Umreifungsband
Basierend auf den Rotterdammer-Hafen-Spezifikationen wurde ein Spezial-Umreifungsband entwickelt, welches zur Hebung von Lasten sowie der besonderen Sicherung im Seeverkehr eingesetzt wird. Das Lashing-Umreifungsband ist grundsätzlich mit einer Sondermarkierung zu kennzeichnen. Diese gibt sichtbar auf der Oberfläche Auskunft über Materialstärke und den jeweiligen zugelassenen Hersteller dieses speziellen Umreifungsbandes. (H) oder (L) steht beispielsweise für TITAN oder P.W. LENZEN.
(H) / (L) 0,8 mm Materialstärke
(H) (H) / (L) (L) 1.12 mm Materialstärke
(H) (H) (H) / (L) (L) (L) 1,45 mm Materialstärke
Zugfestigkeit und Dehnung sind garantiert:
ca. 1.150 N/mm²
> 7 % nach A5 (DIN 5014 / DIN EN 10002-1)
Das Lashing-Umreifungsband wird mit schwarz lackierter oder verzinkter Oberfläche garantiert.
Der Verschluss muss durch Crimpen erfolgen.

## Oberflächen
Qualitativ hochwertiges Automatenband/Extra wird in drei unterschiedlichen Oberflächen gefertigt:
Gebläut
Hierbei handelt es sich um eine oxidierte Oberfläche des Stahlbandes, die sich bei der Wärmebehandlung des Stahls einstellt.
Lackiert
Hier wird meistens ein uniformer, schwarzer Lackauftrag aufgebracht. Verwendet wird dafür entweder ein Tauchlackverfahren, oder ein elektrolytisches-Lackierverfahren.
Verzinkt
Um einen optimalen Korrosionsschutz zu erzielen, kann das Verpackungsstahlband auch verzinkt werden. Alle Oberflächengüten werden üblicherweise in einer leicht gewachsten Form ausgeliefert, weil das die Kaltverschweißung bei der späteren Anwendung in Umreifungsgeräten verhindert.